# Amitose
Amitose (também conhecido por acinese ou carioestenose) é um mecanismo de fissão celular em que ocorre a divisão direta  assexuada do núcleo celular, que se separa em duas partes, cada uma delas originando um novo núcleo, sem que necessariamente a célula se divida.